# Islamska Armija u Iraku
Islamska Armija u Iraku je jedna od brojnih islamističkih mudžahedinskih organizacija stvorenih u Iraku nakon američke invazije Iraka 2003. i propasti Baathističke vlasti Sadama Huseina.
Islamska Armija u Iraku je odgovorna za ubojstvo sljedećih talaca:
- Enzo Baldoni, talijanski novinar ubijen 26. kolovoza 2004.
- 2 Pakistanca ubijena 28. srpnja 2004.
- Dalibor Lazarevski, Dragan Marković i Zoran Naskovski, tri makedonska civilna radnika po ugovoru, ubijena u kolovozu 2004.
- Ronald Schultz, američki sigurnosni savjetnik, ubijen 19. prosinca 2005.

Također, grupa je preuzela odgovornost za neuspjeli pokušaj ubojstva iračkog političara Ahmeda Chalabija. U napadu su poginula 2 njegova tjelohranitelja.
22. travnja 2005., Islamska Armija u Iraku izdala je video zapis koji prikazuje ubojstvo Bugarina nakon obaranja njegovog helikoptera.

## Vanjske poveznice
- Službena stranica Islamske armije Iraka  Arhivirana inačica izvorne stranice od 8. veljače 2011. (Wayback Machine)